# Johnrandallia nigrirostris
Johnrandallia nigrirostris – gatunek ryby morskiej z rodziny chetonikowatych. Jedyny przedstawiciel rodzaju Johnrandallia. Bywa hodowana w akwariach morskich.

## Występowanie
Wschodnie rejony Oceanu Spokojnego.